# خاندان کینوشیتا

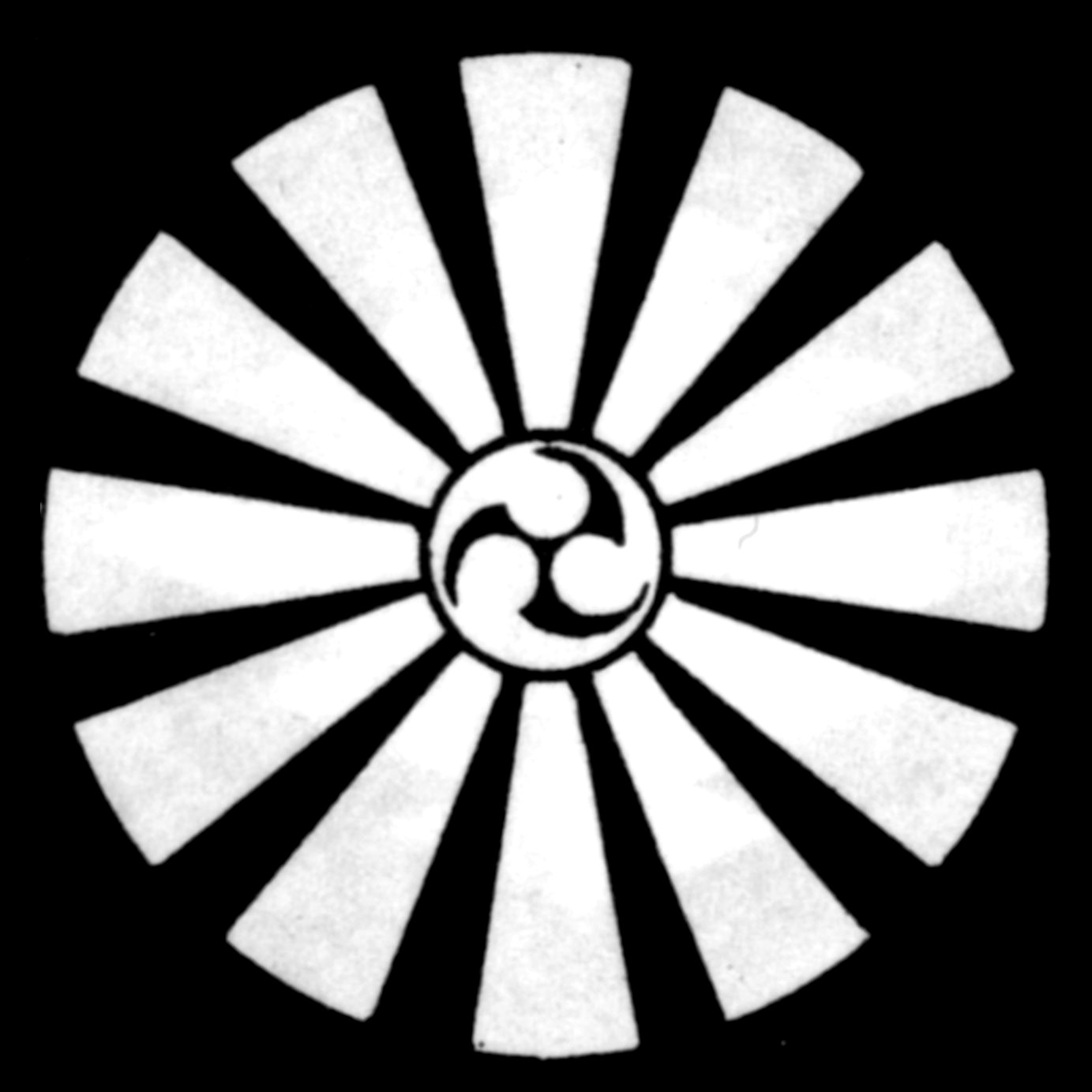
مون

مون (Kreisel)

خاندان کینوشیتا (به ژاپنی: 木下氏) یکی از خاندان‌های ژاپنی در طی دوره سنگوکو در ولایت اُواری بود. تویوتومی هیده‌یوشی در ابتدا نام خانوادگی «کینوشیتا» داشت وی بعدها احتمالاً در سال ۱۵۷۳ به عنوان پاداش در ازای خدمات به اودا نوبوناگا نام خانوادگی هاشیبا هیده‌یوشی را از وی گرفت.